# لیکو-الیکایی خالدار
لیکو-الیکایی خالدار (نام علمی: Spelaeornis formosus) نام یک گونه از تیره سسکیان است.